# Alfa Romeo 135 RC.32
Le Alfa Romeo 135 est un moteur radial (18 cylindres en double étoile) destiné à des avions comme les bombardiers ou les avions de ligne. Développé à partir du milieu des années 1930 par Alfa Romeo, il se heurte à d'importantes difficultés de mise au point et ne devient jamais opérationnel.

## Historique
D'une cylindrée de cinquante litres, soit légèrement plus qu'un Pratt & Whitney R-2800 Double Wasp, le moteur promet 1600 chevaux sur essence automobile ordinaire, et potentiellement 2000 sur essence à très haut indice d'octane. Il possède un compresseur mécanique et un réducteur épicycloïdal. Sa conception initiale est réalisée par Giustino Cattaneo en 1934-35, en se basant sur les neuf cylindres déjà réalisés par la firme (Alfa Romeo 125 RC.35 et dérivés). S'il avait pu, comme prévu, entrer en service à la fin des années 30, il aurait alors compté parmi les moteurs d'aviation les plus puissants du monde. Cependant, Alfa Romeo n'a jamais réussi à fiabiliser le moteur : ruptures de vilebrequin, surchauffe, vibrations sont les principaux problèmes rencontrés. Le projet est abandonné en 1944, après la construction d'environ 150 moteurs. Les constructeurs qui avaient prévu de l'utiliser sont alors obligés de se tourner vers d'autres moteurs, comme ceux proposés par Piaggio. 

## Applications envisagées
- CANT Z.511, hydravion à flotteurs de ligne quadrimoteur
- CANT Z.1018, bombardier et chasseur nocturne bimoteur
- Savoia-Marchetti SM.90, trimoteur de transport, dérivé du Savoia-Marchetti SM.75

Un exemplaire acheté par l'Allemagne a été testé sur Focke-Wulf Fw 200.